# Контрабанда кокаина из посольства России в Аргентине
Контрабанда кокаина из посольства России в Аргентине была пресечена в ходе совместной специальной операции спецслужб России и Аргентины, проведённой в 2016—2018 годах. В результате был перекрыт канал поставки кокаина из Аргентины на европейский рынок предположительно с использованием дипломатических каналов. Однако имеются версии о причастности к контрабанде высшего руководства России, которые были вынуждены представить всё как запланированную операцию. В русскоязычных СМИ эти события называют «Кокаиновым делом».
Операция началась в декабре 2016 года после обнаружения в школе при российском посольстве в Буэнос-Айресе (школа расположена на территории посольского комплекса, и на неё распространяется экстерриториальность) в 12 чемоданах партии кокаина весом 389 кг (в сообщениях российских официальных лиц фигурировала цифра 362 кг) стоимостью (по оценкам аргентинских властей) в 50 млн евро. В начале 2018 года в Аргентине, России и Германии были арестованы 6 человек, предположительно причастных к наркоторговле и/или контрабанде. Главный фигурант дела, предполагаемый организатор канала поставок кокаина из Аргентины — бизнесмен из Гамбурга и бывший технический сотрудник посольства РФ в Берлине Андрей Ковальчук, был арестован в Германии и в июле 2018 года экстрадирован в Россию.
По утверждению Министерства иностранных дел Российской Федерации и Министерства безопасности Аргентины, российские дипломаты сами сообщили аргентинским спецслужбам о подозрительных чемоданах, в которых был обнаружен кокаин. По словам министра безопасности Аргентины Патрисии Буллрич «это была одна из самых сложных, экстравагантных и профессиональных спецопераций по пресечению незаконного оборота наркотиков, которую Аргентина когда-либо проводила».
Аргентинская пресса опубликовала несколько распечаток прослушанных спецслужбами Аргентины разговоров контрабандистов друг с другом и с другими людьми, из которых следует, что это был не первый случай попытки контрабанды, и что некоторые сотрудники посольства знали о её схеме.

## Хронология освещения в СМИ
- 22 февраля 2018 года информация об обнаружении контрабанды наркотиков впервые была опубликована в твиттер-аккаунте министра национальной безопасности Аргентины Патрисии Буллрич[9]. В этот же день министр опубликовала ещё два видео. В одном из них показано как аргентинская полиция распаковывает чемоданы с кокаином.
- 23 февраля представитель МИД России Мария Захарова сообщает об успешной совместной операции Аргентины и России по пресечению канала наркотрафика из Аргентины в Европу. Груз был обнаружен готовым к отправке полтора года назад в одном из вспомогательных зданий Посольства России в Буэнос-Айресе — школьно-жилом комплексе[10]. В сообщении говорится, что груз принадлежал «закончившему к тому времени командировку по срочному трудовому договору сотруднику технического состава учреждения». На своей странице в Facebook Захарова писала, что новость о находке сумок с кокаином в Российском посольстве стала для неё шоком и она до общения с руководством не знала что ответить на многочисленные звонки с вопросами[11]. Операция была засекречена и Захарова о ней не знала.
- 23 февраля корреспондент британской газеты The Telegraph Ханна Стрэндж высказала мнение, что к операции по перехвату кокаина причастен глава Совета безопасности России Николай Патрушев[12]. 25 февраля аппарат Совета Безопасности РФ опроверг эти заявления[13], а 28 февраля источники «Интерфакса» в Совете безопасности опровергли участие в операции самолёта Патрушева[5].
- 24 февраля корреспондент аргентинской газеты Clarin Мариано Гайк Альдрованди сообщил имена задержанных и опубликовал расшифровки их переговоров, в которых упоминаются посол России в Аргентине Виктор Коронелли и некий «Господин К.» — 50-летний Андрей Ковальчук. Он утверждает, что кокаин перевозился по дипломатическим каналам и это была явно не первая поставка и к её организации возможно также был причастен и сотрудник службы безопасности посольства Олег Воробьёв[14].
- 25 февраля экономист Максим Миронов, проживающий в Буэнос-Айресе и чьи дети учатся в школе при посольстве, где был найден кокаин, в своём блоге в Живом Журнале написал пост под заголовком «Про аргентинский кокаин, или Почему МИД врёт?»[15], в которой оспорил официальную версию МИД[16][17][18]. В дальнейшем на это последовал ответ посольства России в Буэнос-Айресе, после чего было ещё несколько реакций с обеих сторон➤.

## Обнаружение чемоданов с кокаином
По версии МИД России, в декабре 2016 года завхоз посольства России в Буэнос-Айресе обнаружил в школе при посольстве 12 подозрительных чемоданов. Посол России в Аргентине Виктор Коронелли, заранее согласовав свои действия с ФСБ, сообщил аргентинским спецслужбам о находке.
По данным МИД России и Министерства безопасности Аргентины её вес составлял 389 килограммов, общую стоимость которого они оценили в 50 млн евро. В то же время ФСБ России сообщала, что было изъято 362 килограмма наркотика. Как сообщил ТАСС близкий к следствию источник информация о различающемся весе партии кокаина связана с его упаковкой и различными измерениями. По его словам, разница в 27 килограммов объясняется тем, что ФСБ привела данные о чистом весе изъятого наркотика (нетто), в то время как МИД посчитал общий вес груза, то есть брутто (12 чемоданов, в которых было 360 брикетов, запечатанных в 30 коробок).

## Контролируемая поставка

### Замена кокаина на муку
Перед осуществлением контрольной поставки аргентинская полиция заменила кокаин на муку. По словам источника, знакомого со следствием, оставлять кокаин в чемоданах было слишком рисковано из-за опасения потерять груз, так как транспортировка совершалась по дипломатическим каналам. Чемоданы оборудовали GPS-трекерами и доставили груз в Москву под видом дипломатического багажа.
Заменить такое количество кокаина на муку было не так просто. Ни в одном магазине не могли найти нужного количества. Затем на рассвете жандармерия (пограничная полиция) отправилась на Центральный рынок в Буэнос-Айресе и скупила там всю имеющуюся муку, около 400 килограмм. Менее чем за 24 часа все пакеты были заменены.

### Правительственный самолёт
На опубликованных аргентинской полицией фотографиях и видео спецоперации виден самолёт, на котором была осуществлена контролируемая поставка «наркотиков» (вместо партии кокаина на борт были погружены чемоданы с мукой и датчиками местонахождения) из Аргентины в Россию — это Ил-96-300 лётного специального лётного отряда «Россия» с бортовым номером RA-96023. Самолёты отряда «Россия» обслуживают первых лиц государства, в том числе В. В. Путина. Как отметила CNN, этот факт вызвал в российских СМИ оживлённое обсуждение того, как и почему такого рода самолёт использовался для перевозки «наркотиков».
Русская служба Би-би-си отметила, что борт RA-96023 оказывался в те же даты и в тех же городах, куда прилетали секретарь Совета безопасности России Николай Патрушев, министр иностранных дел Сергей Лавров и делегация Владимира Путина, а из данных Flightradar24 следует, что Ил-96, принадлежащий СЛО «Россия», действительно был в Буэнос-Айресе в те же даты, когда проводилась операция по изъятию кокаина. В свою очередь газета «РБК» обратила внимание на то, что в декабре 2017 года лайнер заснял в аэропорту Буэнос-Айреса аргентинский блогер.

### Версия о причастности Николая Патрушева
В получившем широкий резонанс в СМИ посте в «Живом Журнале» экономиста Максима Миронова, где он опровергает официальную версию МИД о том как проводилась специальная операция, он высказывает предположение, что спецслужбы России и Аргентины не смогли согласовать свои действия и «для разруливания ситуации» в Буэнос-Айрес срочно прилетел секретарь Совета безопасности Николай Патрушев. В ответ Посольство РФ в Аргентине заявило, что дипломатические встречи согласовываются заранее и встреча Патрушева в Аргентине с президентом Макри не была исключением. Поэтому срочно вылететь в Аргентину Патрушев не мог. В свою очередь аппарат Совета Безопасности РФ опроверг заявления корреспондента британской газеты The Daily Telegraph о том, что официально целью приезда Патрушева являлась встреча с Макри для подписания меморандума о взаимопонимании, а также что 9 декабря чемоданы с мукой были отправлены в Москву российскими спецслужбами на его самолёте, а газета «Ведомости» указывает, что источники информационного агентства «Интерфакс» в Совете безопасности опровергли участие в операции самолёта Патрушева. Русская служба Би-би-си отметила, что визит Патрушева в Таиланд и Индонезию также совпадает с маршрутом самолёта лётного спецотряда «Россия» с бортовым номером RA-96023, о чём свидетельствуют данные сайта Flightradar24.
По версии следствия, изначально наркотики предполагалось отправить в Россию именно бортом RA-96023.
26 февраля газета «РБК» со ссылкой на данные сетевого авиационного ресурса russianplanes.net сообщила, что бортовой номер с фотографий прилетевшего в Буэнос-Айрес самолёта совпадает с номером Ил-96, который принадлежит летному отряду «Россия» и предназначен для перевозки первых лиц государства. Вскоре после этого сайт проекта russianplanes.net закрылся. Как отметила «Русская служба Би-би-си», при этом автор проекта удалил также группу сайта и собственную страницу в социальной сети «ВКонтакте», а также сайт russianships.net, посвящённый кораблям, объяснив это нежеланием «никого подставлять» и сказал, что сделал это по собственной инициативе, без требований с чьей-либо стороны.
Представитель Управления делами Президента Российской Федерации Елена Крылова назвала сообщения об участии принадлежащего ведомству самолёта к перевозке груза из Аргентины в рамках расследования «кокаинового дела» не соответствующими действительности, заявив, что использованные аргентинской полицией фотографии можно было подделать и что на снимке «нет точного номера борта». Однако в этот же день жандармерия Аргентины подтвердила журналистам «РБК» подлинность фотографий, сообщив, что «опубликованный фотоматериал является официальным, и он присутствует в материалах следствия».
2 марта 2018 года на брифинге официальному представителю МИД Марии Захаровой был задан вопрос, планирует ли МИД показать, какой именно самолёт был использован во время контролируемой поставки кокаина. Мария Захарова ответила: «это вопросы следствия и по техническим вопросам нужно обращаться к ним».

## Фигуранты «кокаинового дела»
В результате спецоперации были выявлены и задержаны 6 человек, среди них Владимир Калмыков — безработный, бывший генеральный директор ООО «Центр правовых услуг» в Москве. Иштимир Худжамов — безработный, бывший менеджер московской компании, занимающейся оптовыми продажами. Андрей Чикало и Иван Близнюк — президент и вице-президент фонда Mecenas Ortodoxos Rusos en Latinoamérica (сокращенно MORAL, в переводе «Русские православные меценаты в Латинской Америке»). Али Абянов — безработный, бывший технический сотрудник посольства России в Буэнос-Айресе и Андрей Ковальчук.

#### Андрей Ковальчук
Предполагаемый организатор канала поставок кокаина из Аргентины — бизнесмен из Гамбурга и бывший технический сотрудник посольства РФ в Берлине Андрей Ковальчук. После увольнения из российского дипломатического представительства, где он никогда не работал по линии МИД, он остался жить в Германии, где занимался поставками элитных сигар, кофе, икры и алкоголя. Чтобы не платить таможенные сборы, он использовал для этого почту посольства РФ в Аргентине. Ковальчук называл себя «куратором» дипломатов по линии спецслужб.
Согласно показаниям Абянова он по просьбе Ковальчука неоднократно с помощью военно-транспортной авиации отправлял в виде дипломатической почты его чемоданы из Монтевидео в Москву.
Из прослушки переговоров стало известно, что после того, как у Ковальчука произошла ссора с Коронелли, он через некоторое время сказал помощнику посла РФ по безопасности Олегу Воробьеву, что посодействует тому, чтобы в июне 2018 года Коронелли отстранили от обязанностей посла РФ в Аргентине. Как сообщают СМИ, Ковальчук обладал обширными связями среди административно-технических сотрудников ряда посольств РФ и МИД РФ.
Одно время Ковальчук представлялся административно-техническим сотрудником посольства РФ в Берлине. МИД РФ подчеркнул, что Ковальчук никогда не работал в посольстве в Берлине по линии МИД, хотя и не объяснил, по какой линии он работал. Ряд СМИ считают, что он представлял Службу безопасности МИД, которая является спецслужбой РФ и, хотя называется департаментом безопасности МИД и находится в здании МИД, в реальности не входит в структуры МИД, ФСБ, СВР.
В посольстве РФ в Аргентине Ковальчук представлялся в качестве сотрудника департамента безопасности МИД РФ. Офицер безопасности и первый секретарь посольства Олег Воробьёв рассказал следствию, что с Ковальчуком познакомился в феврале 2016 года в посольстве во время приёма по случаю приезда в Аргентину делегации Министерства внутренних дел Российской Федерации. На сайте посольства размещены фотоснимки на которых Ковальчук сфотографировался вместе с заместителем главы отдела кадров МВД РФ генерал-майором В. В. Гришиным. «Росбалт» опубликовал фотографию Андрея Ковальчука.

##### Сотрудничество с компанией Golden Mile GmbH
По данным бывшего председателя Координационного совета российских соотечественников Аргентины Леонардо Голованова, Ковальчук представлял немецкую компанию-производителя сигар Bossner Cigars. Из немецкого реестра предприятий Unternehmensregister следует, что компания Golden Mile GmbH, выступающая под торговой маркой Bossner, была зарегистрирована в 2000 году в Берлине. За прошедшие годы в ней сменилось три руководителя, и с 2008 года во главе компании стоит предприниматель, владелец сигарного бизнеса и основатель Клуба русских православных меценатов в Германии Константин Лоскутников (барон Константин фон Босснер).
Лоскутников рассказал, что с Ковальчуком его познакомил высокопоставленный работник «Газпрома» Германии и представил его как полковника, руководителя спецслужб, который курирует посольства или консульства на территории Европы, Азии и Латинской Америки. Якобы Ковальчук в течение нескольких лет просил у Лоскутникова образцы его продукции для привлечения клиентов и дальнейшей дистрибуции, но сотрудничество оказалось безрезультатным. Лоскутников запомнил Ковальчука как человека, неотличимого от множества русских, пытающихся получить в его офисе пару коробок дорогостоящих образцов. В дальнейшем своё знакомство с Ковальчуком Лоскутников вспоминал так: в 2010—2011 в Мерседес-Бенц-Арене в Берлине проводился хоккейный «матч звёзд» между командой «Газпрома» и звездами-ветеранами германского «Айсберена». Спонсировал матч «Газпром-Германия». На вечеринке после матча Лоскутников познакомился с человеком, который был «то ли охранником, то ли техническим работником, то ли электриком, который обслуживал команду Газпрома». Позже этот человек познакомил Лоскутникова с Ковальчуком. Он представился работником посольства. Также Лоскутников вспомнил, что последний раз общался с Ковальчуком в конце 2017 года или в начале 2018 года, когда тот в очередной раз просил у него образцы его продукции.
Из перехваченных аргентинскими спецслужбами переговоров следует, что с 2012 года Ковальчук приезжал в Аргентину 11 раз, и каждый раз вывозил под видом дипломатической почты чемоданы, якобы с коньяком. Из прослушки переговоров стало известно, что у Ковальчука произошла ссора с российским послом Виктором Коронелли. Возникшие проблемы Ковальчук намеревался решить посредством замены Коронелли на другого посла: в одном из разговоров он заявил о том, что благодаря его усилиям Коронелли отстранят от обязанностей в июне 2018 года. В марте 2018 года официальный представитель МИД РФ Мария Захарова заявила, что вопрос об отставке Коронелли «стоит на повестке дня». Сам Коронелли назвал свою отставку «возможным вариантом», отметив, что уже длительный срок пребывает на своём посту.

##### Версия Ковальчука
Андрей Ковальчук отрицает свою вину в контрабанде наркотика. Согласно его версии, он закупил в Аргентине партию кофе, которую и должны были доставить в Москву. По словам Ковальчука, сам он никакого отношения к наркотикам не имеет и предполагает, что кто-то подменил в чемоданах партию кофе на кокаин. В школу имели возможность проходить разные люди. Ковальчук неоднократно пытался забрать свой товар (кофе, сигары и т. д.), но всякий раз ему отказывали под разными предлогами.
К октябрю 2017 года в помещениях, помимо этих чемоданов, скопилось много других вещей сотрудников посольства Аргентины, уволившихся с должностей, в том числе Абянова. Для их транспортировки в Москву Ковальчуком был нанят частный самолёт, но сотрудники посольства, возможно, чтобы его не задержали спецслужбы Аргентины, отказались выдать ему чемоданы, где была мука вместо кокаина. Тогда он на заранее зафрахтованном им самолёте для вывоза груза отбыл в Бразилию. До этого он купил сим-карту в ларьке в Буэнос-Айресе, но установленное за ним наружное наблюдение помогло спецслужбам Аргентины получить данные этой карты. В следующий его приезд у заместителя инспектора полиции Буэнос-Айреса Ивана Близнюка прекратил работать Skype, и Иван и Андрей стали общаться по телефону. Это и позволило записать их переговоры. После опубликования этих переговоров в аргентинской печати Ковальчук планировал в ближайшее время прилететь в Москву и дать исчерпывающие показания. Но после возникшей шумихи взял время на раздумье.
Адвокат Ковальчука Владимир Жеребёнков в беседе с Интерфакс отметил: «Ковальчук считает, что обнаруженный в школе при российском посольстве в Буэнос-Айресе наркотик появился там в результате провокации. Он убежден, что наркотики были подброшены аргентинской полицией при участии в этой провокации американских спецслужб с целью дискредитировать российскую дипмиссию».
Андрей Ковальчук заявил, что собирает факты, доказывающие его непричастность к наркотрафику. Об этом он рассказал корреспонденту «Росбалта» через посредника.

#### Владимир Калмыков и Иштимир Худжамов
Владимир Калмыков и Иштимир Худжамов были задержаны в Москве при попытке забрать чемоданы, в которых находился «кокаин». Они оказались сотрудниками московских компаний. РБК, ссылаясь на данные СПАРК, отметила, что до 17 января 2018 года Владимир Калмыков был главой московской компании ООО «Центр правовых услуг», которая занимается оптовой торговлей чистящими средствами. С 25 декабря 2015 года по 8 февраля 2017 года Калмыков также занимал должность генерального директора компании «Юрин», занимавшейся оптовой торговлей на договорной основе или возмездной основе. Согласно решению Московского городского суда по апелляционной жалобе Калмыкова, он «имеет кредитные обязательства перед банками, обязательства перед клиентами».
В интервью корреспонденту газеты «Московский комсомолец» Еве Меркачёвой Калмыков рассказал, что проходил военную службу на подводной лодке. В советское время работал в транспортном управлении ЦК КПСС на Старой площади. В 1990-е годы открыл торговый дом, который, по его словам, стал известным, но его отобрали бандиты. Имеет юридическое образование и последнее время вёл практику. Также с отличием окончил Российскую академию государственной службы при Президенте Российской Федерации. Относительно Ковальчука сообщил, что тот является его старым знакомым, попросившим по дружбе приехать и забрать на базе МИД России коробки с кофе. По словам Калмыкова сам он ничего не подозревал и был задержан после приезда на базу.
По данным СМИ Иштимир Худжамов является племянником Калмыкова и работником коммерческой компании. Он обвиняется по двум статьям УК РФ, включая статью 228 «Незаконные приобретение, хранение, перевозка, изготовление, переработка наркотических средств, психотропных веществ или их аналогов, а также незаконные приобретение, хранение, перевозка растений, содержащих наркотические средства или психотропные вещества, либо их частей, содержащих наркотические средства или психотропные вещества».

#### Али Абянов
Али Абянов, бывший завхоз российского посольства в Аргентине, был задержан в декабре 2017 года. По данным следствия, Абянов оставил в здании школы при посольстве в Буэнос-Айресе 12 чемоданов с 389 килограммами кокаина. По словам адвоката Абянова, Александра Костанянца, его подзащитный познакомился с Ковальчуком в 2011 году в Германии, где Абянов находился в командировке. При знакомстве Ковальчук выдал себя за сотрудника спецслужб и назвался одним из «кураторов», наблюдающих за сотрудниками российских дипломатических представительств. По версии адвоката, Ковальчук «часто по-товарищески просил Абянова перевезти какие-то вещи». В 2016 году Ковальчук передал Абянову 12 чемоданов, попросив хранить их в одном из помещений школы. По версии адвоката, Абянов не знал об их содержимом и оказался замешан в контрабанде из-за своей наивности.

#### Иван Близнюк и Александр Чикало
По данным газеты La Nación, Иван Близнюк и Александр Чикало являются уроженцами России. По данным газеты Clarín Блюзнюк учился в МГУ имени М. В. Ломоносова и СПбУ МВД РФ. Близнюк получил аргентинское гражданство в возрасте 18 лет. До 2013 года он был сотрудником криминальной разведки, а затем перешёл в полицию, где работал инструктором образовательного института и офицером связи при дипломатических представительствах России, Китая и Мексики. Работа Близнюка была связана с охраной посольства России в Буэнос-Айресе, он обеспечивал безопасность со стороны Аргентины. По данным аргентинских спецслужб, для Близнюка был открыт свободный доступ на территорию посольского комплекса. Как показала слежка и прослушка, он постоянно общался с российскими дипломатами. В ходе этих разговоров он пытался выяснить, что дипломаты думали о Ковальчуке (по версии следствия — организаторе преступной схемы), получал информацию о датах протокольных визитов. При этом он часто обсуждал транспортировку принадлежащих Ковальчуку чемоданов, которые тот поручил ему перевезти.
Близнюк также занимался программой по обмену студентов и организацией конгрессов в посольстве, на которых присутствовали должностные лица из полиции Буэнос-Айреса и службы безопасности аэропорта. На них он при необходимости выступал в качестве переводчика.
Газета Perfil пишет, что за два месяца до обнаружения наркотиков Близнюк в качестве переводчика принимал участие во встрече министра безопасности и юстиции города Буэнос-Айреса Мартина Окампо с делегацией Министерства внутренних дел России в Барракасе. На встрече с аргентинской стороны присутствовали советник по безопасности Марсело Д’Алессандро; бывший глава полиции Орасио Гименес; глава полиции Карлос Кеворкян и бывший начальник федеральной полиции города Гильермо Кальвиньо. С российской — генерал внутренних служб МВД России Владимир Гришин — начальник экспертно-криминалистического центра. В декабре 2017 года он был уволен Путиным и обвинён в хищениях в особо крупном размере при закупке криминалистического оборудования. На встрече шла речь о сотрудничестве во время подготовки юношеских Олимпийских игр в Буэнос-Айресе и на предстоящем Чемпионате мира по футболу 2018.
При участии прокурора Диего Иглесиаса установлено, что Близнюк занимался охраной чемоданов с кокаином в здании школы при посольстве и контролировал операцию по их транспортировке в Россию. Из прослушки следует, что Ковальчук договаривался с Близнюком о переправке контрабанды под прикрытием поездки Близнюка в Россию по обмену студентами.

##### Фонд православных меценатов в Латинской Америке
Иван Близнюк вместе с Александром Чикало в качестве заместителя руководят Фондом православных меценатов в Латинской Америке (M.O.R.A.L., Mecenas Ortodoxos Rusos en Latinoamérica). На официальном сайте храма Святых царственных Страстотерпцев в городе Мар-дель-Плата Близнюк и его фонд упомянуты один раз в 2016 году. Корреспондент интернет-издания Meduza Виктор Давыдов указал, что «на сайте „Русская православная церковь в Южной Америке“ Близнюк назван человеком, который „оказывал и оказывает финансовую поддержку приходу“».
Настоятель храма иеромонах Герасим (Войцеховский) в беседе с корреспондентом «Независимой газеты» Андреем Мельниковым заявил, что данный фонд только начал действовать и не имеет аккредитации. По мнению иеромонаха, Близнюк является жертвой «провокации и реальной клеветы» со стороны многих «завистников в Посольстве РФ в Аргентине». По мнению священнослужителя, Близнюк пострадал «из-за своей активной и конструктивной деятельности по многим направлениям». Герасим призвал «молиться о том, чтобы истина восторжествовала, а настоящие злоумышленники — наказаны по всей строгости закона». Настоятель назвал происходящие события «информационной агрессией, хорошо спланированной заинтересованными людьми, желающими уйти от ответственности за его счёт» и высказал мнение, что комментировать что-либо «о виновности или невиновности Ивана очень рано, так как конкретных обвинений в контрабанде на него нет, а есть только косвенные улики». Касательно Чикало Герасим отметил, что «мы с ним лично не работали».
По данным RT, перед тем, как отправлять груз через посольство, фигуранты дела отрабатывали другие способы пересылки. Епископ Аргентинский и Южноамериканский Леонид (Горбачёв) рассказал, что Близнюк и Чикало намеревались «подписать меморандум о сотрудничестве и предлагали схему по поставке икон и церковной утвари», однако архиерей ответил отказом, поскольку посчитал, что с одной стороны «для развития епархии это было абсолютно не нужно», а с другой «вся схема мне показалась какой-то странной». Кроме того он отметил, что хотя и не знает были ли у них намерения «возить наркотики вместе с иконами», однако подчеркнул, что «их фонд появился непонятно как, — это факт, они всё без моего участия сделали» и выразил печаль, что «в итоге православная церковь теперь ассоциируется с этим фондом». Журналисты указали, что «как бы то ни было, сразу после отъезда епископа Леонида епархия начала активно сотрудничать с фондом Близнюка». В свою очередь иеромонах Герасим сообщил, что Близнюк от имени фонда единственный раз сделал подарок его храму в виде иконы Божией Матери «Казанская». Он подтвердил корреспондентам канала, что Близнюк оказывал помощь с одобрения приехавшего на смену Леониду митрополита Игнатия (Пологрудова). В свою очередь тренер баскетбольной команды ИрГУПС Александр Колосовский, которой оказывал материальную помощь фонд, хорошо знающий Близнюка и являющийся другом его отца высказал мнение, что «Иван никогда бы не стал возить наркотики» и три недели назад проводил переговоры с университетом и Федеральным агентством железнодорожного транспорта о сотрудничестве в спорте с Аргентиной.

## Версия следствия
По версии следствия руководил переправкой кокаина Андрей Ковальчук. Его сообщниками были завхоз посольства Али Абянов и двое натурализованных россиян, проживающих в Аргентине Александр Чикало и Иван Близнюк. Последний являлся заместителем полицейского инспектора города Буэнос-Айреса. Операция, которую они намеревались осуществить, заключалась в том, чтобы получить наркотик в Аргентине, предположительно из Колумбии и переправить его с помощью курьера — сотрудника дипмиссии России в Буэнос-Айресе, имеющего дипломатический иммунитет. В роли дипломатического курьера должен был выступить Абянов, а полицейский Близнюк был связующим звеном между сторонами, благодаря его владению языками и работе по обеспечению безопасности в здании.

## Три попытки вывоза чемоданов с наркотиками
В июле 2016 года командировка Абянова завершилась и он вернулся в Москву. Чемоданы он оставил в школе при посольстве. El País пишет, что им было предпринято три попытки переправить груз:
Первая попытка была перевезти груз на частном рейсе, но судья попросил российского посла придумать предлог, чтобы пресечь её. Было опасение, что, поскольку это был некоммерческий рейс, следы самолёта будут утеряны.
Второй раз аргентинский полицейский Близнюк попытался забрать чемоданы с кокаином, когда уезжал из Буэнос-Айреса в Москву на обучающие курсы в Московском университете МВД. Было решено, что перевозка груза вместе с контингентом полиции столкнётся в Москве с проблемами. Наконец, операция была проведена в ноябре 2016 года, во время третьей попытки наркоторговцев.
«Они пришли забрать чемоданы, положили в машину вместе с вещами вернувшегося в Россию завхоза», — сказал источник. Когда чемоданы прибыли в Москву, российская полиция арестовала трёх человек, которые пытались их забрать, в том числе самого Абянова.

По уточнённым данным РБК, чемоданы с мукой (которой были заменены наркотики) прибыли в Москву авиарейсом в декабре 2017 года. При попытке их получения у склада МИДа на улице Василисы Кожиной в Москве были задержаны Иштимир Худжамов и Владимир Калмыков, в тот же день в Москве был арестован и Али Абянов.

## Арест
Ковальчук был арестован 1 марта 2018 года в Шармютцельзее, Бранденбург (городе под Берлином), по запросу России, которая объявила предпринимателя в международный розыск по линии Интерпола. Ковальчук находился под стражей в берлинской тюрьме «Моабит» до принятия решения об экстрадиции в Россию, о котором Ковальчук был уведомлен 6 июля. 27 июля 2018 года Ковальчук был экстрадирован в Россию, помещён в СИЗО «Матросская Тишина», ему было предъявлено обвинение по ст. 229.1 УК РФ.
Трое фигурантов дела — Калмыков, Худжамов и Абянов — были задержаны 13 декабря 2017 года, когда пришли забирать груз на базу МИД. 14 декабря они были арестованы Тверским судом Москвы. 15 декабря Калмыков и Худжамов были доставлены в СИЗО № 5. 16 декабря к ним присоединился Абянов. В начале февраля суд продлил им срок ареста до 13 апреля. Само уголовное дело было возбуждено в отношении неустановленных лиц Следственным департаментом МВД России в ноябре 2017 года. Срок следствия по делу неоднократно продлевался.
Иван Близнюк был задержан 14 февраля 2018 года в аэропорту Буэнос-Айреса, когда вместе с женой прибыл рейсом из Рима, возвращаясь из путешествия по Европе. Александр Чикало был арестован в Сааведре 21 февраля 2018 года.

## Вынесение приговора
В декабре 2021 года коллегия присяжных признала подсудимых виновными, но заслуживающими снисхождения. Таким образом, назначение подсудимым пожизненных сроков было исключено. В январе 2022 года был вынесен приговор: Андрей Ковальчук получил 18 лет колонии строгого режима и штраф 1,8 млн руб. Али Абянов получил 17 лет колонии и штраф 1,6 млн руб., Владимир Калмыков и Иштимир Худжамов были приговорены к 16 и 13 годам колонии соответственно, штрафы для них составили 1 млн руб. и 900 тыс. руб. соответственно.

## Позиция МИД России
23 февраля 2018 года официальный представитель МИД России Мария Захарова опровергла сообщения СМИ о том, что для перевозки кокаина из Аргентины нелегально использовалась дипломатическая почта. Она заявила, что транспортировкой наркотиков занимался сотрудник технического состава посольства России в Буэнос-Айресе, закончивший к тому времени командировку по срочному трудовому договору, а диппочту может формировать только руководство загранучреждений и без контроля со стороны руководства это невозможно.
На брифинге 2 марта 2018 года Захаровой был задан вопрос могут ли быть отправлены дипломатической почтой личные вещи сотрудника. В ответ было сказано, что и это невозможно, но она не исключает того, что у злоумышленников могло быть желание выдать груз за дипломатическую почту.

## Дебаты экономиста Миронова и российского посольства в Аргентине
25 февраля 2018 года экономист Максим Миронов, чьи дети учатся в школе при посольстве России в Буэнос-Айресе, где была найдена партия кокаина, в своём блоге в «Живом Журнале» написал пост «Про аргентинский кокаин или Почему МИД врёт?». По словам Миронова школа при посольстве является режимным объектом, который постоянно охраняется спецслужбами, поэтому без ведома охраны туда просто невозможно пронести 12 чемоданов с кокаином. По версии Миронова инициатором операции являлась аргентинская сторона, которая принудила российского посла заявить об обнаружении чемоданов с кокаином. Кроме того, как утверждал Миронов, спецслужбы России и Аргентины не смогли согласовать свои действия в отношении Ковальчука, и «для разруливания ситуации» в Буэнос-Айрес срочно прилетел секретарь Совета безопасности Николай Патрушев.
В сообщении посольства России в Аргентине было отмечено, что «в соответствии с международной протокольной практикой подобные поездки согласуются заранее, тем более что в рамках визита Н. Патрушева готовилась и состоялась его беседа с президентом Аргентины Маурисио Макри», а также что «представители хозяйственной службы в силу специфики своей работы в любое время могут пройти в складские и технические помещения, расположенные в здании. Кроме того, на время школьных каникул охрана с помещения снималась, что могло значительно упростить злоумышленникам задачу». Информации, изложенной Мироновым, в комментарии российского дипломатического ведомства даются такие характеристики как «вольная интерпретация — „перепевы“ местной прессы», «очередная мистификация» и «стремление сделать себе имя на оплёвывании нашей страны и её внешнеполитической службы». Самого Миронова в публикации называют «лидером местной оппозиционной ячейки», пытавшегося «без особого успеха собирать у стен Посольства митинги антироссийской направленности».
4 марта 2018 года Миронов разместил в своём блоге ответ на реакцию посольства России в Буэнос-Айресе на его первую статью. Спустя два дня посольство России в Аргентине опубликовало ответ на эту статью. После этого 9 марта 2018 года снова последовал ответ Миронова.

## Смерти, которые СМИ связывают с «кокаиновым делом»
Корреспондент интернет-издания Лента.ру Екатерина Первышева отметила, что общественный деятель П. В. Чиков в своём микроблоге в Telegram обратил внимание на то, что в декабре 2016, года когда посол Виктор Коронелли сообщил властям Аргентины о сумках с кокаином, в Москве был обнаружен мёртвым главный советник Латиноамериканского департамента МИД России Пётр Польшиков. Первышева заявила, что официально смерть дипломата «вроде бы» описали как несчастный случай, несмотря на то, что его тело было обнаружено в комнате, на полу которой лежали две гильзы от патронов травматического пистолета, а сам пистолет был найден под раковиной в ванной. В свою очередь МИД выступил с опровержением «фейковых утверждений», в котором заявил что дипломат трагически погиб в результате несчастного случая, и назвал происходящее «информационной бойней» в которой никого не щадят.
Общественно-политический интернет-портал «Online812.ru» информационного агентства «Петербургское слово» выпустил статью, в которой с «кокаиновым делом» связывались сердечные приступы девяти российских дипломатов в 2016—2017 годах. Министерство иностранных дел России назвало этот материал «двусмысленной и лживой публикацией», а также «не только лживой, но и оскорбительной» и «просто дикой».

## Вопросы Венедиктова
Главный редактор радио «Эхо Москвы» Алексей Венедиктов в эфире передачи «Будем наблюдать» от 3 марта 2018 года обозначил следующие вопросы по «кокаиновому делу»[значимость факта?]:
- Каким образом наркотик был завезён на территорию школы при посольстве, являющейся охраняемым объектом?
- Почему кокаин полтора года хранился на территории посольства?
- На каком самолёте совершалась контролируемая поставка после того, как кокаин был заменён на муку?
- МИД заявляет, что багаж не мог быть отправлен дипломатической почтой[86]. Мог ли он быть отправлен как личный багаж дипломата? В этом случае он также освобождается от таможенного досмотра (статья 36 пункт 2 Венской Конвенции)[87]?
- Почему сменщик завхоза посольства Абянова Рогов, обнаружив подозрительный груз, сообщает о нём не послу, а советнику по безопасности посла Олегу Воробьёву, знакомому Ковальчука, чьё имя упоминается в прослушке аргентинских спецслужб разговора Ковальчука с Близнюком и который часто появляется вместе с Ковальчуком на фотографиях?
- Почему на территорию посольской школы пустили спецслужбы Аргентины?
- Почему следственное дело в России начинается только в ноябре 2017 года, если наркотики были обнаружены уже в декабре 2016 года?
- Чемоданы с «аргентинским кокаином» (спецслужбы заменили его мукой) прибыли в Москву, но за ними так никто и не пришёл?[88] Удалось ли установить личность получателя?
- Каким образом получилось так, что Андрей Ковальчук, не будучи сотрудником МИД или других ведомств так тесно общался с различными посольствами, сопровождал генералов МВД?
- Почему официальный комментарий даёт МИД, а не ФСБ, чьи сотрудники охраняли здание школы при посольстве?

## Аналогичные схемы переправки наркотиков в других странах
Секретарь совета безопасности Аргентины Эухенио Бурсако 24 февраля 2018 года заявил в радиоинтервью, что 14 месяцев слежки за наркоторговцами показали, что, возможно, наркомафия вывозила наркотики по дипломатическим каналам и в других, соседних с Аргентиной странах, в частности, в Уругвае.